# Tymoteusz Puchacz
Tymoteusz Puchacz, né le 23 janvier 1999 à Sulechów en Pologne, est un footballeur international polonais qui évolue au poste d'arrière gauche au Plymouth Argyle, en prêt du Holstein Kiel.

## Biographie

### Lech Poznan
Né à Sulechów en Pologne, Tymoteusz Puchacz est formé par le Lech Poznań. Il signe son premier contrat professionnel en janvier 2017 avec son club formateur. Il joue son premier match en professionnel le 7 mai 2017, lors d'une rencontre d'Ekstraklasa face au Bruk-Bet Termalica Nieciecza. Il entre fin de partie et son équipe s'impose sur le score de trois buts à zéro ce jour-là. En décembre 2017, il prolonge son contrat avec son club formateur jusqu'en 2021.

### Prêts successifs
De janvier 2018 au 30 août 2018, il est prêté au Zagłębie Sosnowiec, il termine donc la saison 2017-2018 en deuxième division et entame la saison 2018-2019 avec ce club en première division.
Il est ensuite prêté au GKS Katowice, qui évolue en deuxième division.

### Retour au Lech Poznan
Puchacz effectue son retour au Lech Poznań pour la saison 2019-2020, où il obtient cette fois une place régulière en équipe première. Le 29 novembre 2019, il ouvre le score en championnat face au Wisła Płock, contribuant à la victoire de son équipe (0-2). Il est nommé homme du match à l'issue de la rencontre.

### Union Berlin
Le 18 mai 2021 est annoncé le transfert de Tymoteusz Puchacz à l'Union Berlin. Il s'engage pour un contrat courant jusqu'en juin 2025 et le transfert est estimé à 3,5 millions d'euros,.

### Prêts
Ne parvenant pas à s'imposer à l'Union Berlin, Tymoteusz Puchacz est prêté le 10 janvier 2022 à Trabzonspor.
Le 29 décembre 2022 est annoncé le prêt de Puchacz en Grèce, au Panathinaïkós,.
Puchacz est prêté une troisième fois par le Union Berlin le 19 juin 2023. Il prend cette fois la direction du FC Kaiserslautern.

### Holstein Kiel et Plymouth Argyle
Le 2 août 2024, Tymoteusz Puchacz rejoint un autre club allemand en signant à Holstein Kiel pour un contrat courant jusqu'en juin 2028.
Le 9 janvier 2025, lors du mercato hivernal, Tymoteusz Puchacz est prêté à Plymouth Argyle jusqu'à la fin de la saison. Le club dispose d'une option d'achat sur le joueur.

### En sélection
Avec l'équipe de Pologne des moins de 20 ans, Tymoteusz Puchacz participe à la coupe du monde des moins de 20 ans en 2019. Il joue trois matchs dont le huitième de finale perdu face à l'Italie le 2 juin 2019 (1-0).
Il est retenu par le sélectionneur Paulo Sousa pour disputer l'Euro 2020,.
Le 8 juin 2024, il figure dans la liste des 26 joueurs polonais retenus par Michał Probierz pour participer à l'Euro 2024.

## Vie personnelle
En dehors du football Puchacz s'essaye également au rap. Il affirme ne pas boire d'alcool.

## Palmarès

### En club
Trabzonspor
- Championnat de Turquie
  - Champion en 2022